# A68 (Frankrijk)
De A68 is een autosnelweg gelegen in het zuiden van Frankrijk. De weg verbindt over een lengte van 62 km de stad Toulouse met de plaats Albi, hier gaat de weg over op de N88. Bij Toulouse sluit de weg aan op de snelweg A61 en de A62. De snelweg staat ook wel bekend onder de naam Autoroute du Pastel.

## Beheer
Het beheer van de weg ligt in handen van de organisatie Autoroutes du Sud de la France (ASF). Zij heft ook de tol voor het traject tussen Toulouse en afrit 3 bij de plaats Montastruc-la-Conseillère; vanaf daar is de autosnelweg gratis te berijden.

## Doorkruiste departementen
- Haute-Garonne
- Tarn

## Toekomstige uitbreidingen
De afrit 2 is uitgevoerd als een half knooppunt en zal in de toekomst het beginpunt gaan vormen van de autoweg naar Castres.